# علی‌آباد، رنگا ردی
علی‌آباد، رنگا ردی (به انگلیسی: Aliabad, Ranga Reddy) یک منطقهٔ مسکونی در هند است که در آندرا پرادش واقع شده‌است.